# Бок, Беньямин
Беньями́н Бо́к (нидерл. Benjamin Bok; род. 25 января 1995, Лелистад) — нидерландский шахматист, гроссмейстер (2014), тренер, шахматный комментатор и стример Chess.com. Участник 3-х Кубков мира.
В составе сборной Нидерландов — участник 42-й олимпиады в Баку и 44-й олимпиады в Ченнаи.

## Карьера
Бок быстро добился успехов в шахматах. В 2009 году он стал мастером ФИДЕ, а через год — международным мастером.
В 2015 году стал победителем опен-турнира London Chess Classic, набрав 8 очков из 9.
В 2016 году выиграл молодёжный турнир в Биле.
В 2017 году представлял Нидерланды на командном чемпионате Европы на острове Крит. Бок занял 15-е место из 397 участников, набрав 7½ из 11. Благодаря этому он смог квалифицироваться на Кубок мира 2017, где его выбил Владислав Артемьев в 1-м раунде.
Квалифицировался на Кубок мира 2019. Там он победил Ивана Шарича в 1-м раунде, но проиграл Александру Грищуку на тай-брейке во 2-м.
Квалифицировался на Кубок мира 2021, где во 2-м раунде на тай-брейке проиграл Самуэлю Севяну.
В 2023 году в составе сборной Нидерландов завоевал серебро на командном чемпионате Европы в Кракове.
Бок входит в 200 лучших игроков мира по рейтингу ФИДЕ и является 6-м номером среди шахматистов Нидерландов.